# 原町ラジオ中継局
原町ラジオ中継局（はらまちラジオちゅうけいきょく）は、福島県南相馬市にあるNHK福島放送局とラジオ福島（rfc）の中波放送中継局の総称。正式な名称は、NHKが放送局としてはNHK原町放送局（中継局は通称）、送信施設としては原町ラジオ中継放送所、rfcが原町放送局である。

## 概要
- 中継局には、NHK福島放送局ラジオ第2を除く在福中波放送局が中継局を置き、浜通り北部の広範囲に電波を発射している。

## 中継局概要
| 放送局名         | 呼出符号 | 周波数  | 空中線電力 | 放送対象地域 | 放送区域内世帯数 | 開始年月日     |
| NHK福島ラジオ第1 | なし     | 1026kHz | 100W       | 福島県       | 約-世帯          | 1959年12月26日 |
| rfcラジオ福島    | JOFL     | 801kHz  | 100W       | 福島県       | 約-世帯          | 1961年11月29日 |

### 中継局所在地
- NHK…福島県南相馬市原町区馬場字原170-4
- rfc…福島県南相馬市原町区上北高平字高松387